# ان هتوی (همسر شکسپیر)
آن هاتاوی (انگلیسی: Anne Hathaway؛ ۱۵۵۵/۵۶ – ۶ اوت ۱۶۲۳ (سن ۶۷–۶۸)) همسر ویلیام شکسپیر چکامه‌سرا، نمایشنامه‌نویس و بازیگر اهل انگلستان بود. ان هاتاوی در سال ۱۵۸۲ زمانی که بیست‌هفت ساله بود با ویلیام شکسپیر ازدواج کرد. مدارک اندکی در مورد شخصیت و رابطه او با شکسپیر در دست است. گفته شده که ویلیام شکسپیر در سونت ۱۴۵ با توجه به خود سونت و مدارک موجود به ان هتوی اشاره کرده‌است.